# Transgression
Transgression es el sexto álbum de estudio de la banda estadounidense de metal industrial Fear Factory. Fue lanzado el 22 de agosto de 2005 a través de Calvin Records. Incluye la participación de invitados, como Billy Gould, bajista de Faith No More, ex Brujería, y el guitarrista de Lamb of God, Mark Morton, quien coescribió la canción "New Promise".
El álbum fue lanzado en un formato de CD, realizado con acceso exclusivo a la página oficial de Fear Factory. También, fue lanzado en un formato de disco dual, con el álbum por un lado y un DVD en el otro (48,000 kHz), el cual contiene videoclips y la filmación de "La realización de Transgression".
Es el último álbum en el que participa el baterista fundador Raymond Herrera y el bajista/guitarrista Christian Olde Wolbers. Transgression es el primer CD de Fear Factory grabado desde Soul of a New Machine sin la colaboración de Rhys Fulber.

## Recepción
El álbum fue recibido con críticas de todo tipo por parte de los fanes. Muchas críticas decían que el álbum perdió mucha calidad en cuanto a la producción. Al guitarrista Christian Olde Wolbers no le fue permitido participar en la producción del álbum (de la que se encargaron Burton C. Bell y Toby Wright, que fueron los que denegaron su participación). El álbum presenta un sonido algo diferente al de sus trabajos anteriores. Christian también dijo que el quería salir de los estudios debido a que no le agradado el sonido en las pistas de su guitarra.
Wolbers declaró que la banda estaba decepcionada con el resultado del álbum, y comentó que quedó así porque lo "hicieron muy a prisa" debido a que la disquera los presionaba por querer obtener rápido un nuevo trabajo.
A pesar de todo esto, el álbum fue recibido positivamente por las webs especializadas Allmusic y Blabbermouth. El crítico de la primera, Johnny Loftus, otorgó al álbum 4 estrellas sobre 5, diciendo que "la ferocidad de Archetype se encuentra en este LP, pero está más libremente aplicada; no es tan furioso y extremo, en su lugar, canaliza con precisión esa rabia en canciones ambiciosas y eficientemente escritas". Scott Alisoglu, de la segunda web, le dio un 7,5 sobre 10, y dijo que, aunque haya momentos experimentales, expansión de sonido y altibajos musicales, se nota que es un álbum de Fear Factory. También, dijo que es mucho más variado que Archetype y que no veía que Transgression fuese a apartar a la mayoría de seguidores del cuarteto.
Además, ambos críticos alabaron el trabajo del productor, Toby Wright. Loftus dijo de él que "sabe dónde la banda necesita eco y dónde no lo necesita en absoluto". Alisoglu dijo que "el productor Toby Wright da a los arreglos más espacio para respirar, y los teclados pasan a hacer más énfasis en la melodía en algunas partes".

## Lista de canciones
Toda la música compuesta por Christian Olde Wolbers y Raymond Herrera, excepto los dos covers (señalados más abajo) y "New Promise", escrita por Wolbers y Herrera junto a Mark Morton de Lamb of God.
Todas las letras escritas por Burton C. Bell, excepto los dos covers.
1. "540,000° Fahrenheit" – 4:28
2. "Transgression" – 4:50
3. "Spinal Compression" – 4:12
4. "Contagion" – 4:39
5. "Empty Vision" – 4:55
6. "Echo of My Scream" – 6:58
7. "Supernova" – 4:32
8. "New Promise" – 5:13
9. "I Will Follow" (U2 cover) – 3:42 (letra: Bono; música: U2)
10. "Millennium" (Killing Joke cover) – 5:26 (letra y música: Jaz Coleman, Martin "Youth" Glover, Kevin "Geordie" Walker)
11. "Moment of Impact" – 4:03
12. "Empire" (bonus track de la versión Best Buy DualDisc) – 3:47

### Descarga exclusiva
1. "My Grave" – 5:36

### Bonus de la edición para Japón
1. "Empire" - 3:47
2. "Slave Labor (live)" - 4:05
3. "Cyberwaste (live)" - 3:40
4. "Drones (live)" - 4:57

### Lista de canciones del DVD
1. "540, 000° Fahrenheit"
2. "Transgression"
3. "Spinal Compression"
4. "Contagion"
5. "Empty Vision"
6. "Echo Of My Scream"
7. "Supernova"
8. "New Promise"
9. "I Will Follow" (U2 cover)
10. "Millennium" (Killing Joke cover)
11. "Moment of Impact"
12. "Transgression" (music video)
13. "Spinal Compression" (music video)
14. "Moment Of Impact" (music video)
15. "The Making Of Transgression"

## Créditos
- Burton C. Bell – Voz, ingeniero, asistente, productor
- Christian Olde Wolbers – Guitarra, arreglos
- Byron Stroud – Bajo
- Raymond Herrera – Batería, productor, ingeniero, arreglos
- Reggie Boyd – asistente
- Tom Jermann – diseño visual
- Stephen Marcussen – masterización
- James Musshorn – ingeniero asistente
- Matt Prine – editor, director visual
- Shaun Thingvold – ingeniero
- Steve Tushar – diseño, ingeniero
- Chad Michael Ward – imágenes
- Toby Wright – productor, ingeniero, mezclador

## Trivia
18 canciones fueron grabadas durante las sesiones de Transgression, cinco de las cuales aún no habían sido lanzadas. Dos de ellas son: "Ammunition" y "Anthem" (Godflesh cover).